# Znak hlavního města Budapešti
Znak Budapešti, hlavního města Maďarska, byl přijat v roce 1990.

## Popis
Znak má červený štít rozdělený vodorovným bílým břevnem na dvě části.
V horním poli je znak Pešti – Zlatý hrad s jednou věží a otevřenou bránou, za níž je modré nebe. V dolní části je znak symbolizující Budu a Óbudu – Zlatý hrad se třemi věžemi a dvěma otevřenými bránami, za nimiž je modré nebe. Stříbrné břevno symbolizuje Dunaj, který obě části města odděluje. Na štít je položena Svatoštěpánská koruna symbol maďarské státnosti. Znak má dva štítonoše, v heraldicky pravé části je to zlatý lev, v levé části zlatý gryf.

Detail štítu současného budapešťského znaku
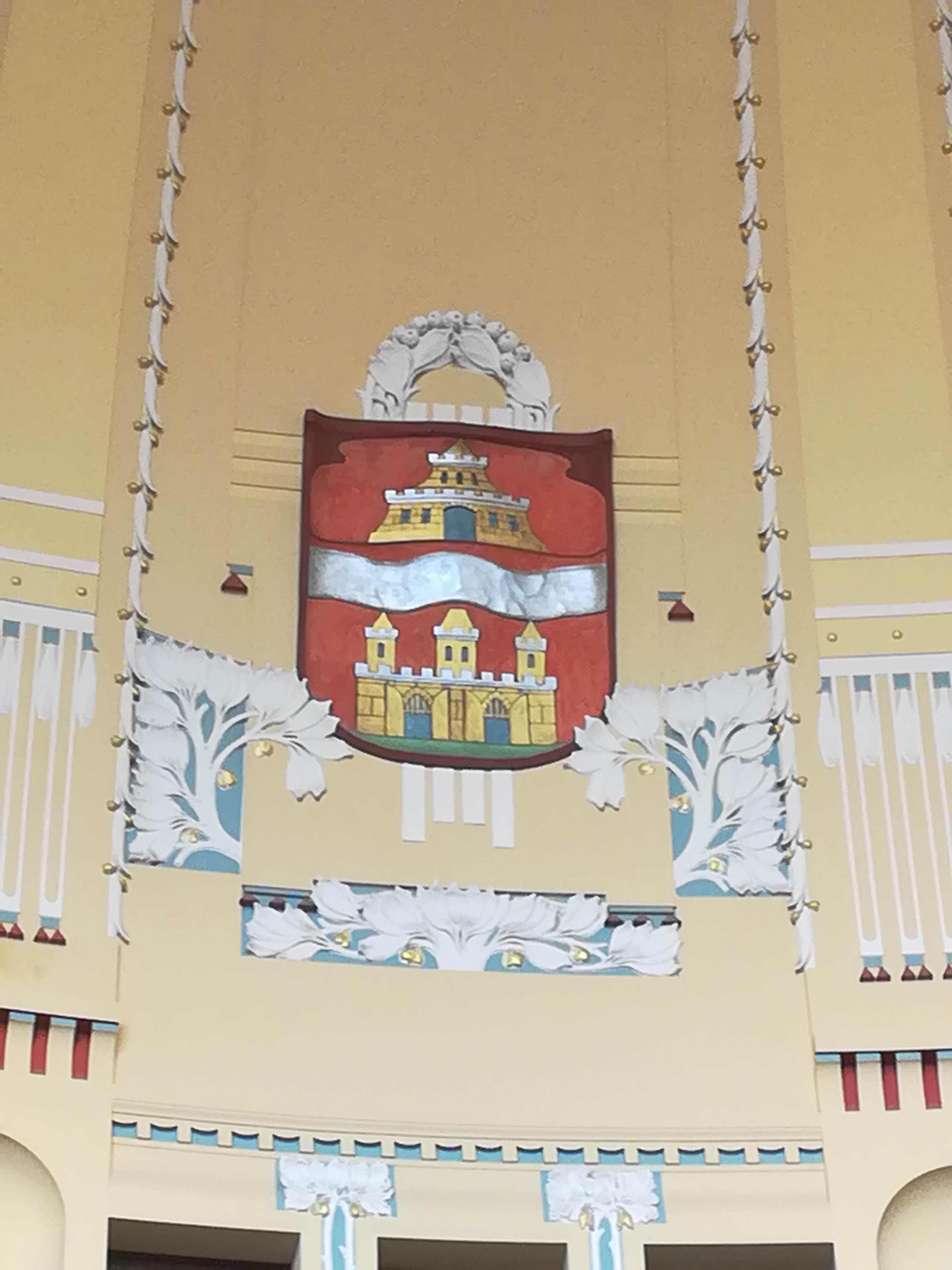
Znak Budapešti v hale Fantovy budovy Hlavního nádraží v Praze

## Historie
Současná podoba znaku pochází z roku 1873. Po obnově demokratického režimu byl současný znak přijat na základně rozhodnutí Budapest Fővűros Tanácsa 5/1990 (IX. 30.)
Rady hlavního města Budapešti v roce 1990.
Dne 24. listopadu 1964 byl zaveden nový znak odpovídající tehdejším poměrům. Znak měl stále červený štít rozdělený zvlněným břevnem na dvě poloviny, ale odlišné byly kresby hradů. Spodní hrad měl pouze jednu bránu, a stejně jako u horního hradu bylo pozadí za bránou červené. Další změnou byla rudá pěticípá hvězda umístěná do zvlněného břevna ve středu znaku.

Budapešťský znak (1873–1930)
Budapešťský znak (1930–1946)
Budapešťský znak (1946–1949)
Budapešťský znak (1949–1956)
Budapešťský znak (1956–1957)
Budapešťský znak (1957–1964)
Budapešťský znak (1964–1990)

## Znaky městských obvodů

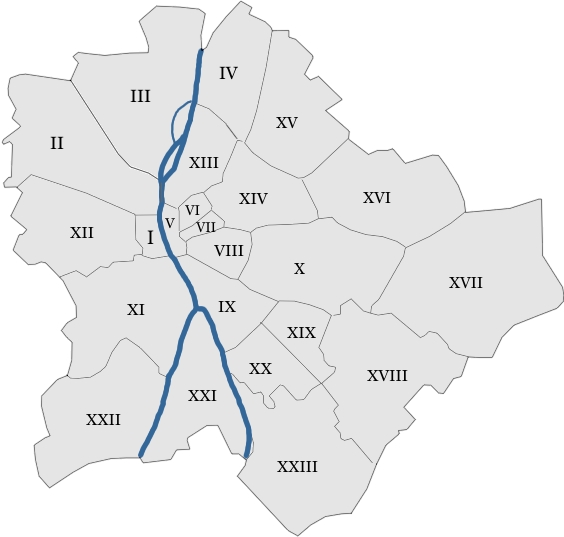
Městské obvody v Budapešti

Budapešť se člení na 23 obvodů (maďarsky kerületek, jednotné číslo kerület). Obvody mají historický název a užívají své vlastní znaky.

I. Várkerület
II. Lipótmező
III. Óbuda-Békásmegyer
IV. Újpest
V. Belváros-Lipótváros
VI. Terézváros
VII. Erzsébetváros
VIII. Józsefváros
IX. Ferencváros
X. Kőbánya
XI. Újbuda
XII. Hegyvidék
XIII. Angyalföld
XIV. Zugló
XV. Pestújhely
XVI. Árpádföld
XVII. Rákosmente
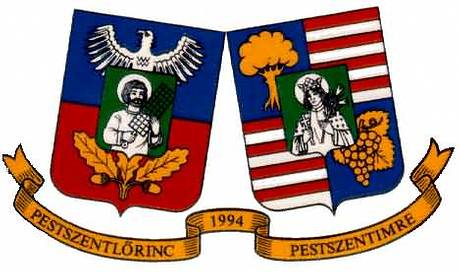
XVIII. Pestszentlőrinc-Pestszentimre
XIX. Kispest
XX. Pesterzsébet
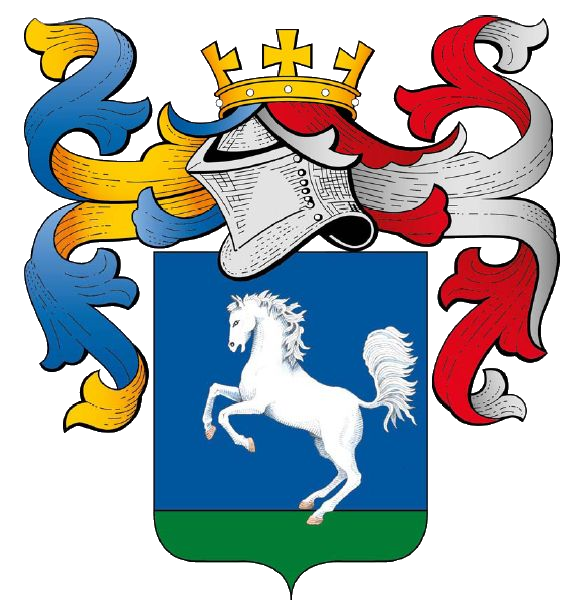
XXI. Csepel
XXII. Budafok-Tétény
XXIII. Soroksár